# Thomas van Ophem
Thomas van Ophem (6 september 1992) is een Nederlandse speerwerper. Hij is sinds 2017 Nederlands recordhouder op dit onderdeel.

## Loopbaan
Op 7 juni 2017 kwam Van Ophem bij een wedstrijd in Castricum tot een afstand van 80,70 m, verder dan het geldende Nederlandse record van Johan van Lieshout van 80,51. Het record werd aanvankelijk echter door de Atletiekunie niet erkend, omdat de speer niet zou zijn gecontroleerd. Van Ophem tekende bezwaar aan, waarna zijn record in december 2017 alsnog werd goedgekeurd.

## Nederlandse kampioenschappen
| Onderdeel   | Jaar       |
| ----------- | ---------- |
| speerwerpen | 2022, 2023 |

## Persoonlijk record
| Onderdeel   | Prestatie  | Datum       | Plaats    |
| ----------- | ---------- | ----------- | --------- |
| speerwerpen | 80,70 (NR) | 7 juni 2017 | Castricum |

## Palmares

### speerwerpen
- 2015: 11e NK - 63,39 m
- 2017:  Gouden Spike - 74,79 m
- 2017: 4e NK - 73,79 m
- 2022:  NK - 73,15 m
- 2023:  NK - 73,42 m
- 2024:  NK - 72,65 m